# Montville (Maine)
Montville – miasto w Stanach Zjednoczonych, w stanie Maine, w hrabstwie Waldo.